# Peckedam (villa)
Peckedam is een villa in de Nederlandse plaats Diepenheim, provincie Overijssel. De villa is een rijksmonument en maakt deel uit van de historische buitenplaats Nijenhuis.

## Geschiedenis
Tot 1826 stond ten zuidwesten van kasteel Nijenhuis de havezate Pekkedam. Deze havezate was sinds 1811 in bezit van Johanna Barbara Theodora Weyghel. Haar financiële problemen leidden er echter toe dat Pekkedam in 1815 verkocht werd aan Rutger Jan Schimmelpenninck, de eigenaar van het naastgelegen Nijenhuis. Schimmelpenninck voegde de landerijen van Pekkedam toe aan het grondgebied van Nijenhuis en liet zijn oprijlaan verlengen dwars door het kasteelterrein van Pekkedam heen. Zijn nazaten zouden in 1826 de havezate Pekkedam afbreken.
In 1898 werd voor Henriëtte Frances Wilhelmina Elisabeth Schimmelpenninck de villa Peckedam gebouwd, even ten noorden van de verdwenen havezate. De villa was een ontwerp van Van der Goot en Kruisweg. Zij heeft er tot 1907 gewoond, waarna tuinarchitect Hugo Poortman er tot 1953 in woonde.
In 2017 werd de villa gekocht door pianist Wibi Soerjadi.

## Beschrijving
De L-vormige villa is gebouwd in chaletstijl en heeft twee bouwlagen met een kapverdieping onder een schilddak. De muren zijn van rode baksteen met aan de voorzijde uitspringende gevels in vakwerkstijl. De meeste vensters hebben een boven- en onderdorpel van hardsteen. Onder het huis bevindt zich een kelder. Het koetshuis is tegen de villa aangebouwd.
Het landschappelijke park met exoten is mogelijk door Hugo Poortman aangelegd.